# Pseudostenhelia wellsi
Pseudostenhelia wellsi är en kräftdjursart som beskrevs av Coull och Fleeger 1977. Pseudostenhelia wellsi ingår i släktet Pseudostenhelia och familjen Diosaccidae. Inga underarter finns listade i Catalogue of Life.